# Hurdy Gurdy Man (The Spectres)
Hurdy Gurdy Man è un singolo del gruppo britannico The Spectres pubblicato nel 1966 da Piccadilly Records in 7".

## Il disco
Hurdy Gurdy Man è il secondo singolo pubblicato dagli Status Quo, qui ancora con il nome The Spectres per l'etichetta Piccadilly Records e musicalmente continua a proporre la band sotto un profilo puramente beat, legato alle esperienze musicali giovanili che andavano per la maggiore nella Swinging London della metà degli anni sessanta.
Sebbene tra gli autori del brano compaia anche il manager Pat Barlow, unico artefice è in realtà il bassista Alan Lancaster, che dietro compenso in denaro accetta di dividerne la paternità con Barlow cedendogli una parte dei diritti.
Sotto il profilo commerciale, questo secondo singolo non riesce ad entrare nelle classifiche britanniche, come era già successo con il primo.

## Tracce
1. Hurdy Gurdy Man - 3:15 - (Lancaster/Barlow)
2. Laticia - 3:00 - (Lancaster)

## Formazione
- Francis Rossi (chitarra solista, voce)
- Alan Lancaster (basso, voce)
- Roy Lynes (organo, pianoforte)
- John Coghlan (percussioni)